# DMM.com
DMM.com is een Japans internetbedrijf dat online goederen verkoopt en aanbieder is van entertainment-diensten. Het bedrijf werd opgericht op 17 november 1999 door Keishi Kameyama. Het hoofdkantoor is gevestigd in Tokio.
Moederbedrijf DMM Group is eigenaar van DMM.com, de Japanse variant van bol.com, waar klanten goederen en diensten kunnen aankopen. Het bedrijf biedt onder meer e-boeken, computerspellen, dvd's en 3D-printen aan. Eind 2021 had DMM.com ruim 35 miljoen klanten.

## Geschiedenis
Het bedrijf werd in 1999 gestart onder de naam Digital Media Mart Co., Ltd. De naamsverandering naar DMM.com was in 2003, waar het in dat jaar ook begon met het verhuren van dvd's, video on demand, online spellen en e-boeken. Een jaar later volgde een videostreamingdienst. In 2007 had het bedrijf inmiddels ruim een miljoen klanten.
Het bedrijf werd in 2017 eigenaar van de Belgische eerste klasse voetbalclub Sint-Truidense VV.